# Programa de Incentivo às Fontes Alternativas de Energia Elétrica
O Proinfa - Programa de Incentivo às Fontes Alternativas de Energia Elétrica é o encargo pago no Brasil por todos os agentes do Sistema Interligado Nacional - (SIN) que comercializam energia com o consumidor final ou que recolhem tarifa de uso das redes elétricas relativa a consumidores livres, para cobertura dos custos da energia elétrica produzida por empreendimentos de produtores independentes Autônomos, concebidos com base em fontes eólicas, pequenas centrais hidrelétricas e biomassa participantes do Proinfa.